# Наукометрия
Наукометрия (англ. scientometrics) — область науковедения, проводящая исследование науки количественными методами; научная дисциплина, изучающая эволюцию науки через многочисленные измерения и статистическую обработку научной информации (количество научных статей, опубликованных в данный период времени, цитируемость и т. д.).

## История
Термин «наукометрия» был впервые введён В. В. Налимовым в монографии «Наукометрия: Изучение науки как информационного процесса» (1969), изданной совместно с З. М. Мульченко.
Наукометрия, наряду с библиометрией и вебометрикой, является составляющей частью инфометрии.
Входит в науковедение как исследование науки количественными методами.

## Описание
Наукометрию применяют как абсолютную основу оценки выполнения и финансирования различных научных единиц (институтов, команд, индивидуумов).
Существует точка зрения[где?], что наука, как одна из наиболее интеллектуально требовательных и сложных человеческих деятельностей, не может быть просто оценена по универсальной «наукометрической» формуле. Тем не менее, подзадача измерения отдельных количественных характеристик научной информации в конкретных научных областях решается в той или иной степени.
В настоящее время в мире, а в последние годы и в России, наукометрические данные (прежде всего, индексы цитирования и Хирша) широко используются для различного рода отчётности научных учреждений и отдельных учёных.
Качество наукометрических оценок часто критикуется[кем?], особенно при их использовании в гуманитарных науках. Для получения более качественных оценок продуктивности или качества научных единиц используют различные процедуры экспертных оценок, из которых рецензирование является наиболее распространённой. Однако экспертные оценки, при их потенциально более высоком качестве по сравнению с наукометрическими оценками, имеют большую субъективность.
Практика использования наукометрии в оценке научной деятельности научных сотрудников широко подвергается критике рядом отечественных и зарубежных исследователей.

## Термины
В 2018 году, в соответствии с Национальным проектом «Наука» были предложены наукометрические термины:
- Квартиль научного журнала — это категория научных журналов, которую определяют библиометрические показатели, отражающие уровень цитируемости, то есть востребованность журнала научным сообществом. В первую и вторую квартили входят 50 % журналов, индексированных в соответствующей международной базе данных, имеющие наибольшие библиометрические показатели.
- Ведущий учёный — исследователь, имеющий за последние 2 года не менее 1 статьи в изданиях первого и второго квартиля, индексированных в международных базах данных, или не менее 1 патента на изобретение за рубежом.